# Praline

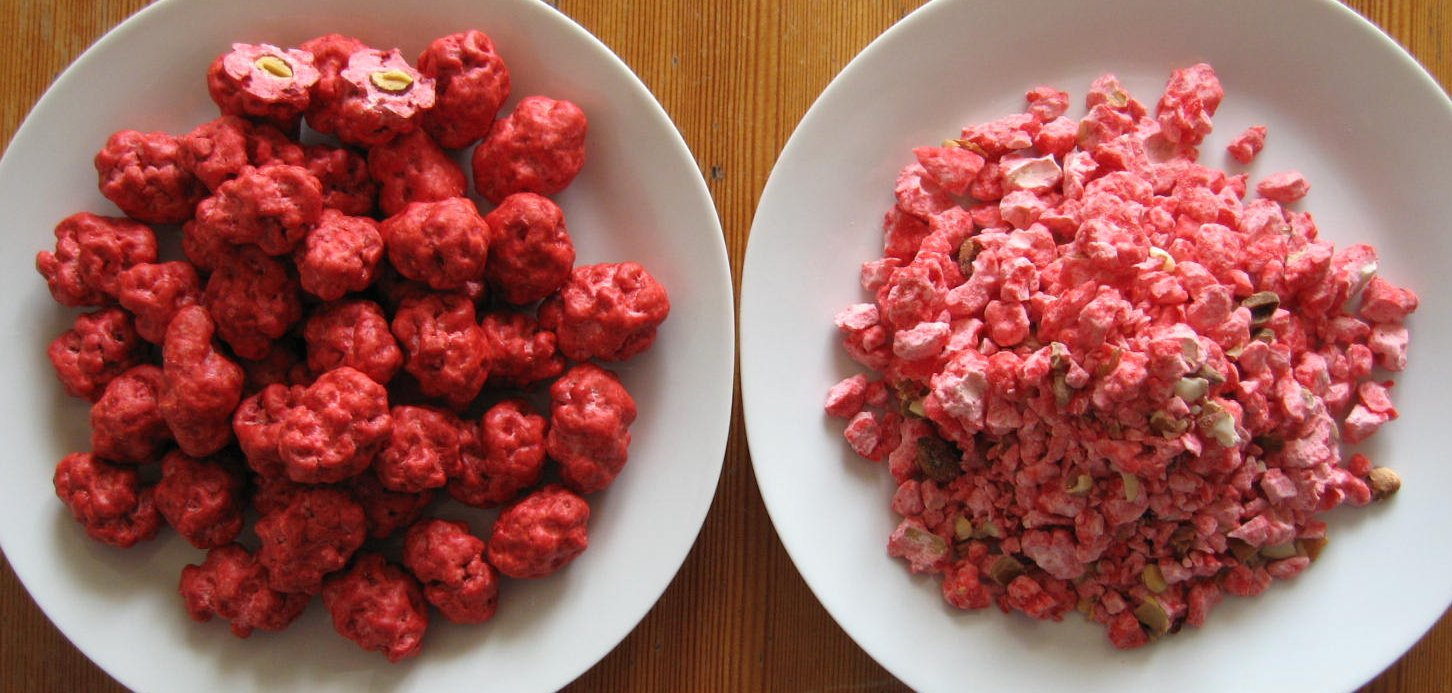
Pralines francesas de color rosa, a la izquierda con almendras enteras y a la derecha en trozos.

La praline (pronunciado pralín) es una golosina francesa elaborada con una almendra tostada recubierta de azúcar caramelizado que puede ser coloreado (generalmente en rojo y rosa) y aromatizado de diversas maneras. Es similar a la almendra garrapiñada de la cocina española. La praline es una especialidad de la ciudad francesa de Montargis.
Las pralines son también bombones de chocolate rellenos inventados en Bélgica. En los Estados Unidos las pralines son una especialidad tradicional de Nueva Orleans, basada en la receta de las pralines francesas que los emigrantes franceses llevaron consigo al Nuevo Mundo.

## Aclaraciones sobre el nombre
Es frecuente confundirla con el praliné (en francés), un preparado pastoso de pastelería y confitería elaborado con ingredientes similares. Éste se consigue mediante el rallado de almendras o de avellanas con azúcar y cacao, y sirve de base para el relleno de bombones o pasteles.
En la mayoría de los países la palabra 'praline' se emplea como significado de esta preparación rallada, o incluso la pasta empleada en el relleno de bombones de chocolate, por lo tanto la palabra es empleada como un sinécdoque en Holanda, Alemania, parte de Francia y en Bélgica al referirse a la praline como un bombón de chocolate relleno en general. En el Reino Unido, el término se refiere generalmente a este relleno y carece de sentido o es menos entendido como la 'praline' francesa, es decir una almendra caramelizada.

## Laspralinesde Francia

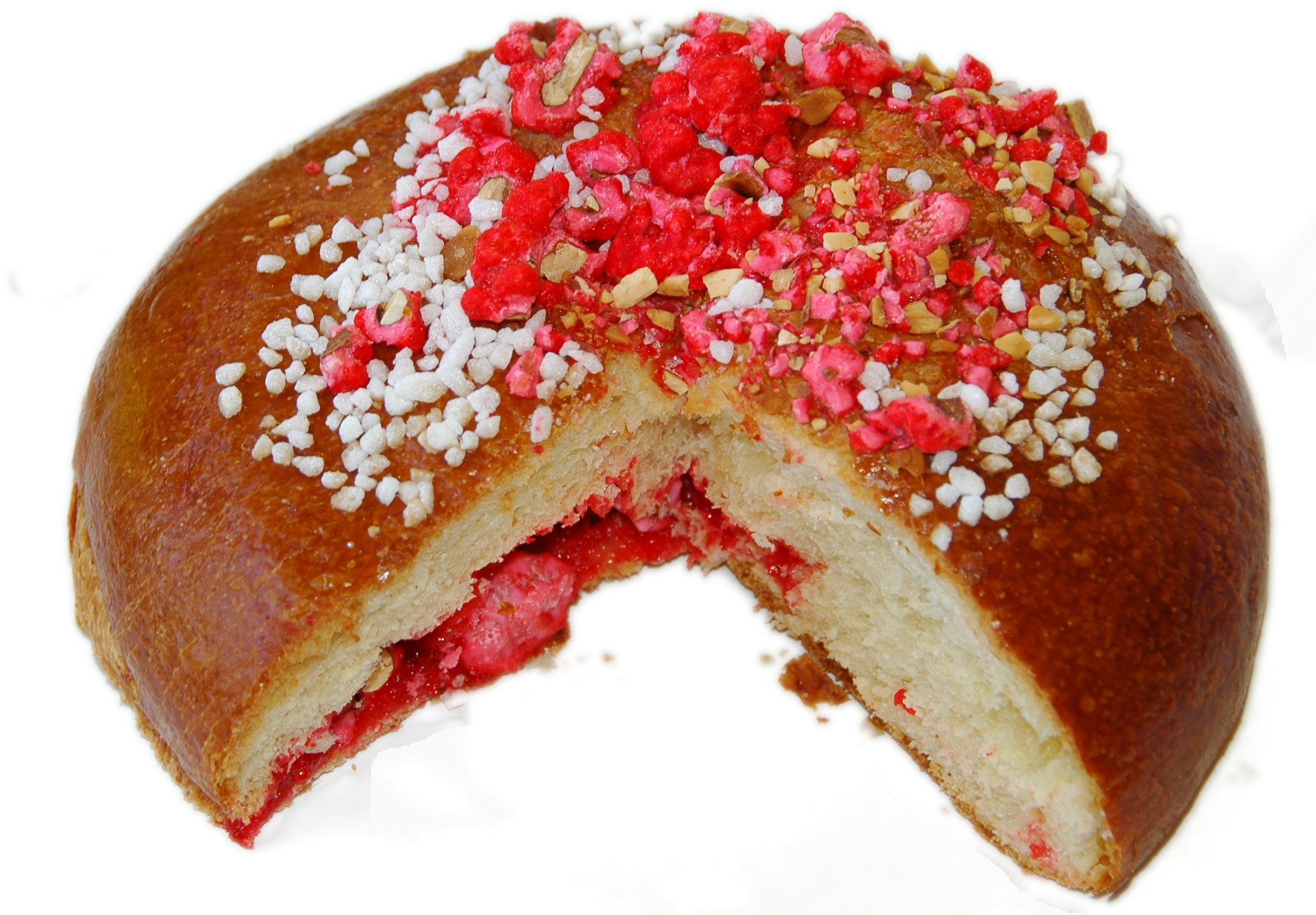
Saint-Genix: brioche con pralines.

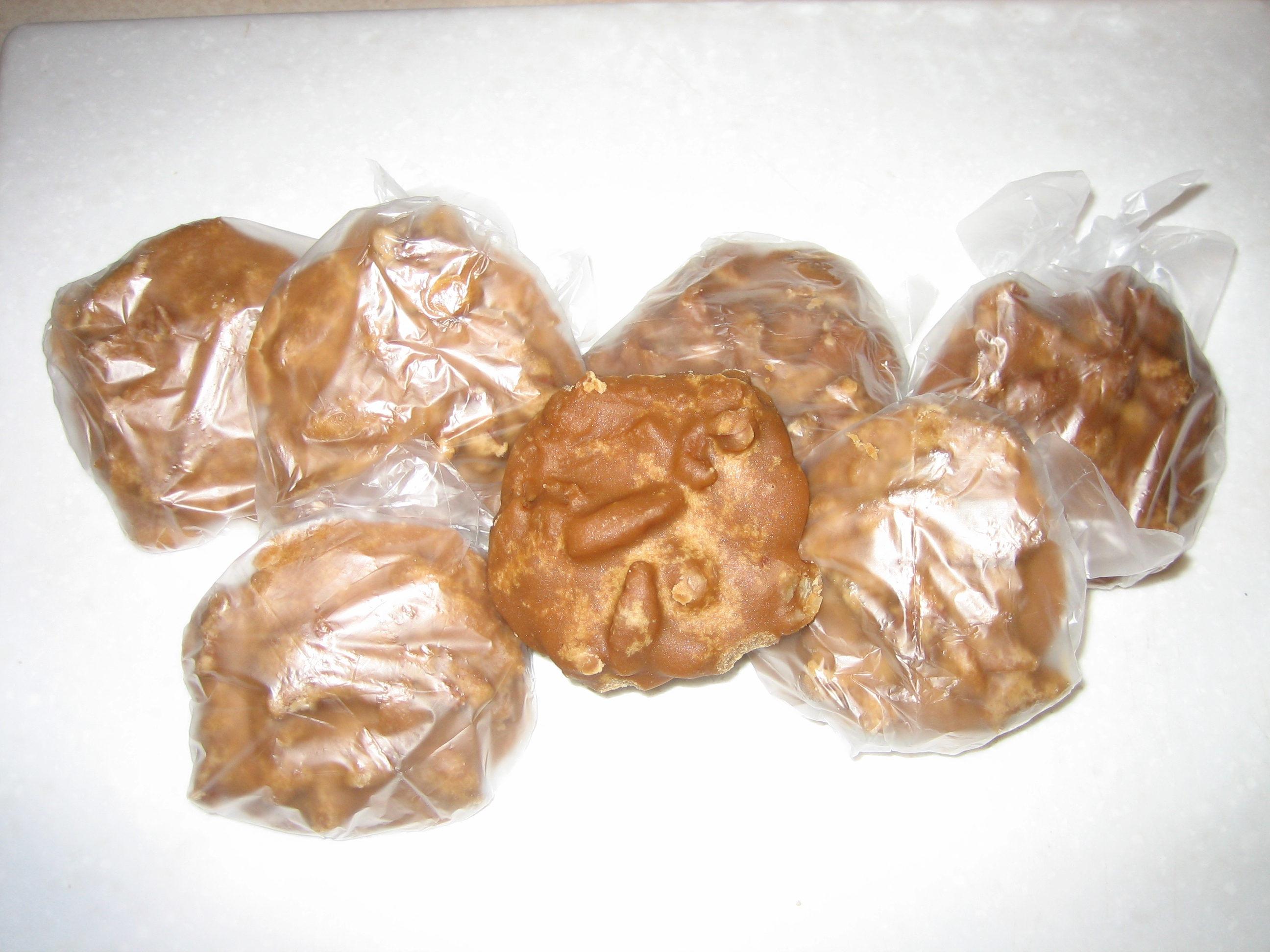
Pralines de Nueva Orleans.

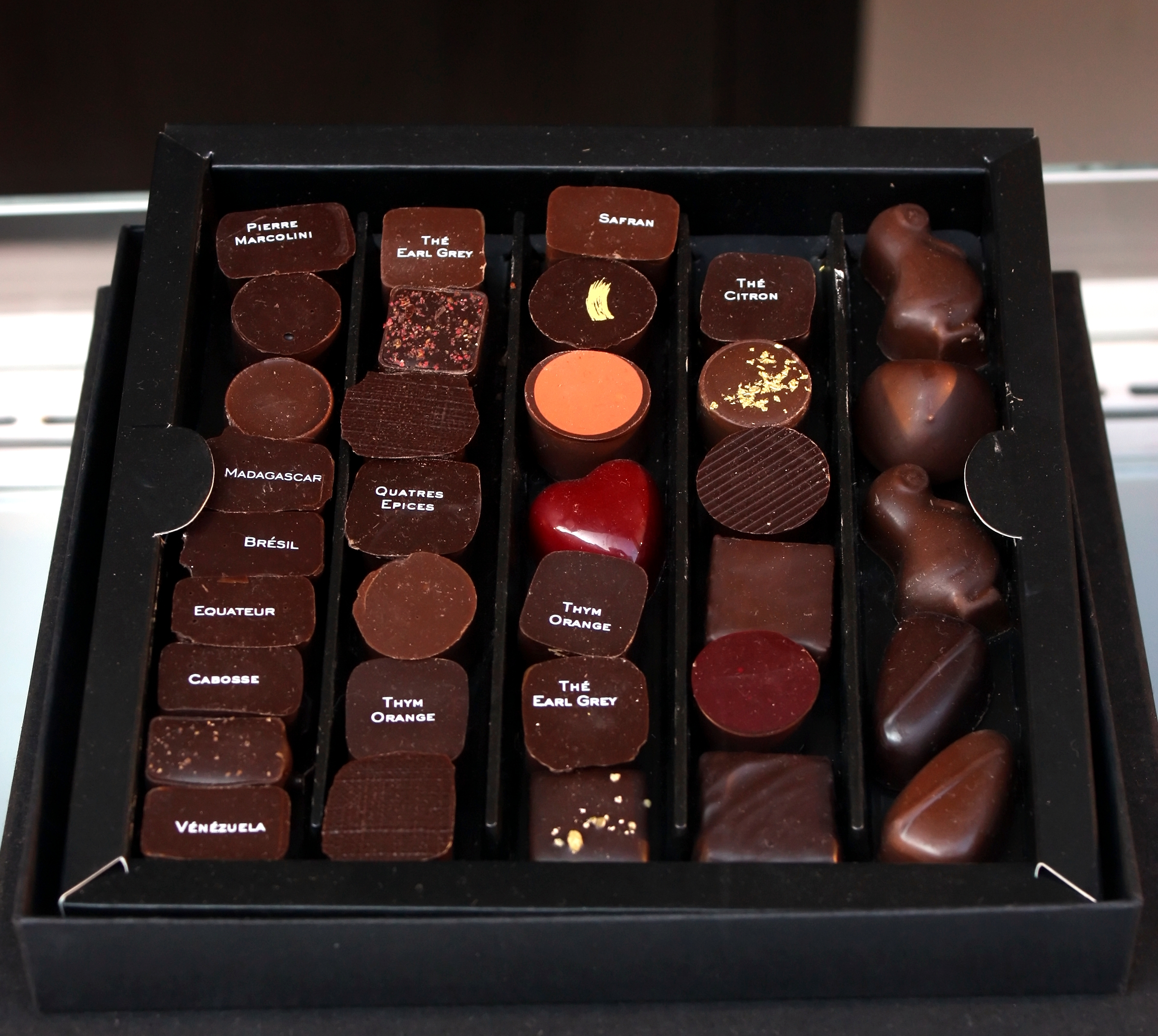
Pralines de Bélgica.

El invento y el nombre de la praline de Montargis (originariamente se escribía prasline) son discutidos. Según la versión más admitida se debería al cocinero del mariscal y diplomático francés César de Choiseul du Plessis-Praslin (1598–1675). El cocinero, llamado Clément Jaluzot, se retiró en Montargis, a 110 km al sur de París, donde abrió una confitería llamada Au duc de Praslin (Casa duque de Praslin). La confitería y el secreto de fabricación de la praline fueron comprados por la familia Mazet en 1903, que le dio fama internacional. El negocio pervive hoy en día.
Estas mismas pralines entran en varias recetas tradicionales de repostería de otras regiones de Francia. El brioche de Saint-Genix, también llamado Saint-Genix o gâteau Labully (del apellido de su inventor), es un brioche redondo con pralines rojas enteras. Es una especialidad de Saboya creada en 1880 en el pueblo saboyano de Saint-Genix-sur-Guiers. Muy parecida es la praluline de Roanne (departamento de Loira), inventada en 1955 y elaborada con pralines rosas en trozos, hechas con almendras y avellanas. Las pralines en trozos mezcladas con nata fresca son también el relleno de la tradicional tarte aux pralines (tarta con pralines) de la ciudad de Lyon.

## Laspralinesde Luisiana
Los emigrantes franceses que se instalaron en Luisiana a partir del siglo XVII adaptaron la receta original de las pralines que ya eran renombradas en su tierra de origen. En Luisiana abundaban la caña de azúcar y los pacanos, por lo que el azúcar de caña y las pacanas fueron los primeros ingredientes utilizados. Paulatinamente la almendra sustituyó a la pacana, y la mezcla se enriqueció con nata y mantequilla para darle una consistencia más blanda y cremosa, parecida a la del dulce de azúcar. La praline de Nueva Orleans se convirtió entonces en una especialidad típicamente sureña con características propias: la mezcla caliente se echa por cucharadas individuales sobre una encimera de mármol para que se enfríe, y se consume por lo tanto en raciones del tamaño de una galleta.

## Laspralinesde Bélgica (los bombones)
En Bélgica, las pralines son bombones de chocolate relleno, que fueron inventados en 1912 por Jean Neuhaus, nieto del fundador de la casa Neuhaus, de renombre internacional. Elaboran pralines de formas, sabores y elaboraciones tan diversas que fue imposible registrar la definición de lo que es una praline belga. Las hay rellenas de praliné, de ganache, de mazapán, de crema de diversos perfumes, de licor, de fruta confitada o en alcohol o en crema, de trufa, de frutos secos, etcétera. Otras confiterías belgas de larga tradición en la elaboración de pralines son: Godiva y Léonidas.